# Compass International Pictures
Compass International Pictures — независимая американская кинокомпания, основанная продюсерами Ирвином Яблансом и Джозефом Вольфом в 1977 году, наиболее известная своим участием в производстве многочисленных фильмов ужасов в период с 1977 по 1981 год. Их первым и самым заметным фильмом был фильм «Хэллоуин», снятый совместно с Falcon Films. Компания была закрыта в 1981 году, но через четыре года возродилась под названием Trancas International Films. По состоянию на 2016 год она является правообладателями франшизы «Хэллоуин» и на сегодняшний день выпустили все фильмы франшизы.

## Выпущенные фильмы

### Как Compass International Pictures
| Дата выхода     | Фильм                           | Примечания                                 |
| --------------- | ------------------------------- | ------------------------------------------ |
| 25 октября 1978 | «Хэллоуин»                      |                                            |
| 1 марта 1979    | «Ноктюрна – внучка Дракулы»     |                                            |
| 14 марта 1979   | «Путешествие в ад»              |                                            |
| 19 декабря 1979 | «Роллер Буги»                   | (выпущено United Artists)                  |
| 14 октября 1980 | «Затемнение»                    | (совместно American Cinema Releasing)      |
| Ноябрь 1980     | «День, когда время закончилось» |                                            |
| 23 января 1981  | «Кровавый пляж»                 | (совместно с The Jerry Gross Organization) |
| 7 августа 1981  | «Адская ночь»                   |                                            |

### Как Trancas International Films
- 1985 «Встреча со страхом»
- 1986 «Опасная поездка»
- 1988 «Хэллоуин 4: Возвращение Майкла Майерса»
- 1989 «Хэллоуин 5: Месть Майкла Майерса»
- 1995 «Хэллоуин 6: Проклятие Майкла Майерса»
- 1998 «Хэллоуин: 20 лет спустя»
- 2002 «Хэллоуин: Воскрешение»
- 2007 «Сделано в Бруклине»
- 2007 «Хэллоуин 2007»
- 2009 «Хэллоуин 2»
- 2014 «Свободное падение»
- 2018 «Хэллоуин»
- 2021 «Хэллоуин убивает»
- 2022 «Хэллоуин заканчивается»